# Tchicaya-U-Tam’si-Preis
Der Tchicaya-U-Tam’si-Preis ist ein Preis für afrikanische Dichtung, der nach dem kongolesischen Schriftsteller und Dichter Tchicaya U Tam’si benannt ist. Der Preis ist mit 10.000 US-$ dotiert.
Seit 1989 wird der Preis alle zwei bis vier Jahre in der marokkanischen Kleinstadt Asilah verliehen. 2014 ging der Preis an den ivorischen Schriftsteller Josué Guébo für sein Buch Songe à Lampedusa (dt. Denk an Lampedusa).

## Preisträger
- 1989: Edouard Maunick (Mauritius)
- 1990: Jean-Luc Raharimanana (Madagaskar)[2]
- 1991: René Depestre (Haiti)
- 1993: Mazisi Kunene (Südafrika)
- 1996: Ahmed Abdel Muti Hijazi (oder Mo'ti Higazi) (Ägypten)
- 1999: Jean-Baptiste Tati Loutard ( Kongo-Brazzaville)
- 2001: Vera Duarte (Kap Verde)
- 2004: Abdelkarim Tabbal (Marokko)
- 2008: Niyi Osundare (Nigeria)
- 2011: Fama Diagne Sène (Senegal) und Mehdi Akhrif (Marokko)
- 2014: Josué Guébo (Elfenbeinküste)
- 2018: Amadou Lamine Sall (Senegal)[3]
- 2022: Paul Dakeyo (Kamerun)